# NBA
NBA (National Basketball Association) er den dominerende professionelle basketballliga i Nordamerika. Ligaen består af 30 hold fra USA (29 hold) og Canada (ét hold). NBA er repræsenteret i USA Basketball, som udtager det amerikanske basketball-landshold, og som anerkendes af det internationale basketballforbund FIBA. NBA udgør sammen med NFL, NHL og MLB de fire store amerikanske professionelle idrætsligaer.

## Historie
Ligaen blev grundlagt i 1946 under navnet Basketball Association of America (BAA), men skiftede navn til National Basketball Association i 1949 efter fusion med den rivaliserende liga, National Basketball League(NBL).
BAA var ikke førende, når det gjaldt spilkvalitet. Både i 1948 og 1949 blev mesterskabet vundet af hold, der året før havde vundet NBL. BAA's force var, at organisationen var den første, der satsede på at spille i store arenaer i de store byer. Da man gik sammen med NBL havde ligaen 17 franchises fordelt på både store og mindre byer og spillesteder, der gik fra store arenaer til gymnastiksale. En konsolidering gik i gang, som førte til at man havde 11 hold i 1950 og i 1954 var nede på den mindste størrelse nogensinde; otte hold. Alle disse otte franchises deltager stadig i ligaen (Celtics, Knicks, Royals (nu Kings), Warriors, Lakers, Pistons, Hawks og Nationals (nu 76'ers). Af disse oprindelige hold er det kun Boston Celtics og New York Knicks som aldrig har skiftet by.
I 1961 kom den næste franchise til, Chicago Packers (nu Washington Wizards). Mellem 1966 og 1968 blev ligaen udvidet fra 9 til 14 hold med tilføjelsen af Chicago Bulls, Seattle SuperSonics (som pr. september 2008 flytter til Oklahoma City), San Diego Rockets (som flyttede til Houston fire år efter), Milwaukee Bucks og Phoenix Suns.
I 1967 blev den konkurrerende liga, American Basketball Association (ABA), stiftet. De to ligaer overbød hinanden for at få de største stjerner. Rivaliseringen førte også til, at NBA ekspanderede yderligere i starten af 1970'erne med New Orleans Jazz (nu i Utah), Portland Trail Blazers, Cleveland Cavaliers og Buffalo Braves (som nu er Los Angeles Clippers), således at der var 18 hold i 1974.
San Antonio Spurs, Denver Nuggets, Indiana Pacers og New York Nets (som blev omdøbt til New Jersey Nets) kom til, da man i 1976 tillod fire hold fra ABA at gå over i NBA.
I starten af 1980'erne kom der kun et nyt hold til ligaen, Dallas Mavericks.
Da Michael Jordan kom ind i ligaen i 1984 var han med til at øge interessen for ligaen og flere byer søgte om at få en franchise optaget. Fra 1986 til 1988 kom yderligere fire hold til: Charlotte Hornets, Miami Heat, Orlando Magic og Minnesota Timberwolves, hvilket bragte antallet af hold op på 27.
Det første Dream Team, som deltog i OL i 1992, var det første amerikanske basketball-landshold, som var domineret af NBA-stjerner, og mange af tidens største spillere var med (Michael Jordan, Larry Bird, Charles Barkley. Magic Johnson m.fl.).
I 1995 kom to canadiske hold til: Vancouver Grizzlies og Toronto Raptors. I 2001 flyttede Grizzlies til Memphis, så der nu kun er et canadisk hold i NBA.
Charlotte Hornets flyttede i 2002 til New Orleans, men blot to år efter var der et nyt hold i North Carolina; Charlotte Bobcats. Dermed nåede NBA op på de nuværende 30 hold.

## Særlige regler i NBA
Specifikke spilleregler for NBA (til forskel fra international basketball, hvor regelsættet fra det internationale basketballforbund FIBA gælder):
- Der spilles fire perioder (quarters) a 12 minutter, og hele kampen er derfor 48 minutter i effektiv spilletid. Internationalt (bl.a. VM og OL) spilles der 4*10 minutter.
- Ud over tre-sekunders reglen for angribere (der betyder, at angribere ikke må opholde sig i "3-sekunders feltet" under kurven i længere end tre sekunder) gælder der en tilsvarende regel for forsvarere, der ikke må opholde sig længere tid i feltet end tre sekunder, hvis de ikke er tilstrækkeligt tæt på en angriber(=en armslængde). Denne regel er indført som et kompromis efter man har afskaffet forbuddet mod at dække zoneforsvar i NBA.
- Tre-points-linjen er i de professionelle basketligaer i USA ca. 0,5 meter længere fra kurven end de europæiske tre-points-linjer. I NBA er tre-points-linjen 7,239 meter(23 feet, 9 inches) fra kurven, mens tre-points-linjen er 6,75 meter fra kurven i FIBA's regler. Derimod er tre-points-linjen i amerikansk college-basketball lidt tættere på kurven end den europæiske.
- Timeout-reglerne er anderledes. Dels er der en række korte timeouts (20 sekunder) til bl.a. at se på skader, dels er der faste reklame-timeouts.
- Der er desuden regler for, hvornår du må blive draftet til NBA: Du skal være fyldt 19 i draft-året, og hvis du er amerikaner, skal man mindst have spillet ét år i College.

## NBA-mesterskabet
NBA er opdelt i to konferencer: Eastern Conference og Western Conference. Hver af disse er opdelt i tre divisioner. I øst er det Atlantic, Central og Southeast, mens det i vest er Midwest, Pacific og Southwest. I ligaen bliver der spillet om mesterskabet fra Eastern og Western, hvor vinderne så mødes i NBA-finalen, som spilles bedst af 7 kampe, ligesom de andre runder i slutspillet.
I slutspillet, som i NBA kaldes for playoffs, spilles der i alt 4 runder hvor 16 hold optræder, 8 fra hver konference. Hver af disse runder spilles bedst af 7 kampe, hvilket betyder at første hold til at vinde 4 kampe fortsætter til næste runde.
Holdene i slutspillet bliver udvalgt efter stillingen i de 2 konferencer; de 8 bedste hold fra hver konference får en plads i slutspillet. Her spiller holdene udelukkende mod hold fra deres egen konference indtil finalen hvor vinderen af hver konference spiller mod hinanden.
NBA hold i øst-konferencen:
| - Atlanta Hawks - Boston Celtics - Charlotte Hornets - Chicago Bulls - Cleveland Cavaliers | - Detroit Pistons - Indiana Pacers - Miami Heat - Milwaukee Bucks - Brooklyn Nets | - New York Knicks - Orlando Magic - Philadelphia 76ers - Toronto Raptors - Washington Wizards |

NBA hold i vest-konferencen:
| - Dallas Mavericks - Denver Nuggets - Golden State Warriors - Houston Rockets - Los Angeles Clippers | - Los Angeles Lakers - Memphis Grizzlies - Minnesota Timberwolves - New Orleans Pelicans - Oklahoma City Thunder | - Phoenix Suns - Portland Trailblazers - Sacramento Kings - San Antonio Spurs - Utah Jazz |